# Madonna (zangeres)
Madonna, volledige naam Madonna Louise Veronica Ciccone (Bay City (Michigan), 16 augustus 1958), is een Amerikaanse zangeres en actrice. In 2008 benoemde Billboard Madonna tot de succesvolste soloartiest aller tijden in de Top 100 All time Artist. Madonna wordt ook wel de almaar transformerende Queen of Pop genoemd en is de bestverkopende en succesvolste vrouwelijke artiest aller tijden. Ook staat ze in de muziekwereld bekend als een hardwerkende perfectionist. Volgens de Guinness World Records heeft de Queen of Pop een bewezen aantal van ruim 300 miljoen albums verkocht.

## Levensloop

### Beginjaren

#### Jeugd
Bij het ontvangen van haar vormsel, een katholiek sacrament, koos Madonna voor de naam Veronica als tweede doopnaam. Haar vader, Sylvio (of Tony) Ciccone, is van Italiaanse afkomst. Haar moeder, Madonna Ciccone-Fortin, is van Frans-Canadese afkomst. Naast dochter Madonna kregen zij nog drie zonen en twee dochters.
Madonna groeide op in Rochester Hills en Pontiac, beide onder de rook van Detroit in de Amerikaanse staat Michigan. Op vijfjarige leeftijd verloor ze haar moeder (30), die in 1963 overleed aan kanker. Sylvio Ciccone hertrouwde later met de huishoudster van de familie, Joan Gustafson. Met haar kreeg Sylvio nog een dochter en zoon.
Als kind volgde Madonna piano- en balletlessen. Op school deed ze actief mee aan de artistieke activiteiten. Algauw bleek dat ze een talentrijke danseres was, de beste danseres op school.

#### Danscarrière
Madonna volgde les bij de Christopher Flynn Dance School in Rochester. Christopher Flynn was Madonna's mentor in de eerste jaren van haar carrière. Hij overleed in de jaren negentig aan de gevolgen van aids. Madonna betaalde zijn ziektekosten en zorgde voor hem toen hij in New York was voor een alternatieve behandeling, die zij ook betaalde.
Na de middelbare school kreeg ze een studiebeurs voor de Universiteit van Michigan in Ann Arbor. Hier ging ze in 1977 moderne dans studeren. Het was een vier-jarige opleiding. In juli 1978 deed ze nog als studente mee aan het American Dance Festival, aan de Duke University in Durham. Maar ze vond vier jaar studeren te lang en ze onderbrak haar opleiding en vertrok naar New York.

#### New York
In juli 1978 verliet ze de universiteit en vertrok naar New York. Het verhaal gaat dat ze met 35 dollar in een taxi stapte en de chauffeur vroeg om haar op een plek af te zetten waar het allemaal gebeurt; de chauffeur zette haar af op Times Square in hartje New York. Dat is in ieder geval de versie die Madonna verkocht aan de pers. Maar naar verluidt zou ze het echte verhaal een beetje aangepast hebben.
De eerste twee weken logeerde ze in een kamer aan 270 Riverside Drive. Daarna woonde ze in een klein armoedig appartement in East Village. Ze had weinig geld en ze ging werken in de Russian Tea Room. Ook werkte ze een tijdje als verkoopster bij Dunkin' Donuts. Bij de kunstschilder Anthony Panzera ging ze regelmatig naakt poseren en verdiende hiermee 10 dollar per uur. En de fotograaf Lee Freedlander maakte een serie naaktfoto's van haar. Ze volgde lessen bij het Alvin Alley American Dance Theater en ze trad in november 1978 op met het Pearl Lang Dance Theater. Op een feestje van Pearl Lang in december 1978 ontmoette ze Norris Burroughs, met wie ze een kortstondige relatie begon. Hij introduceerde haar bij zijn vrienden Dan en Ed Gilroy die in de punkband The Breakfast Club speelden. Zij woonden en repeteerden in een oude leegstaande synagoge. Madonna trok bij hen in en ging voor korte tijd drummen en zingen in de band. Incidenteel speelde ze ook gitaar.

#### Parijs
In 1979 deed ze auditie voor achtergronddanseres/zangeres bij de Franse zanger Patrick Hernandez, die een hit had met Born To Be Alive. Hernandez en zijn producers Jean-Claude Pellerin en Jean Vanloo zagen haar talent en beseften dat ze veel te goed was voor slechts achtergronddanseres. In mei 1979 vertrok ze met Hernandez naar Parijs. Ze kreeg een appartement aan de Boulevard de Courcelles nr. 32, tegenover Parc Monceau. Hernandez wilde haar helpen met een zangcarrière onder contract bij het Franse platenlabel Aquarius Records. Ze kreeg zanglessen en Hernandez gaf haar het voorrecht om veel nieuwe kleren te kopen en om onbeperkt uit te gaan in clubs en dure restaurants. Maar Madonna was algauw teleurgesteld over het resultaat, en de voorbereidingen duurden haar te lang. Na drie maanden keerde ze terug naar New York.

### Jaren 80

#### Zangcarrière
Ze had inmiddels besloten om haar danscarrière de rug toe te keren en verder te gaan als zangeres. In 1979 speelde ze nog mee in de studentenfilm A Certain Sacrifice van regisseur Stephen Lewicki, die pas in 1985 werd uitgebracht. Daarna speelde ze in de film In Artificial Light van regisseur Curt Royston. In deze film hoefde ze geen rol te spelen, maar liet ze zien wie ze zelf was.
The Breakfast Club was weinig succesvol en Madonna kreeg onenigheden met de andere bandleden. Samen met haar vriend Stephen Bray richtte ze in 1980 de band Emmy op. Met deze band trad ze veel op in clubs in New York. Emmy speelde een mengeling van ska en The Pretenders. Maar de band had weinig succes en ze hadden geen manager. Madonna wilde nu het liefst een solocarrière beginnen. Ze woonde inmiddels illegaal in The Music Building in Manhattan waar ze vaak repeteerde met haar band Emmy. In maart 1981 ontmoette ze hier Adam Alter en Camille Barbone, een muziekproducente. De enige opnamestudio in het gebouw, Gotham Records, was eigendom van Barbone. Adam Alter en Barbone waren partners in een productiebedrijf dat nieuwe acts begeleidde. Barbone besloot om Madonna verder te helpen met het opstarten van een solocarrière als rockzangeres. Barbone werd ook haar manager. Dit betekende wel het einde van de band Emmy. Barbone gaf Madonna ook onderdak en eten en een wekelijkse toelage. Ze kreeg nu een kamer in het Chelsea Star Hostel in Midtown Manhattan. Madonna kon zich uitleven in de opnamestudio van Barbone en ze ging ook optreden in New York. De band heette nu Madonna. Met deze optredens kreeg ze steeds meer succes. Het was Madonna met een kleine achtergrondband waaronder Stephen Bray op drums, en drie breakdansers. In deze periode zong ze vooral rockmuziek in de stijl van Pat Benatar en Blondie. Met Barbone nam ze een demo-tape op met vier nummers waaronder High Society en I Want You, en er waren onderhandelingen met Columbia Records voor een platencontract. Intussen was Madonna samen met Stephen Bray ook bezig met andere projecten, los van de muziek die ze met Barbone maakte. Stephen Bray werkte aan dancenummers en vroeg Madonna om erbij te zingen. Madonna besefte inmiddels dat haar muzikale voorkeur meer dance was dan rock. Met Stephen Bray nam ze een tape op met vier nummers: Everybody, Stay, Don't You Know en Ain't No Big Deal. Een confrontatie tussen Barbone en Madonna was onvermijdelijk: Barbone promootte Madonna's rocktapes terwijl Madonna zelf haar dancetapes promootte. Madonna begon nu ook samen te werken met andere mensen in de muziekindustrie. In 1981 zong ze als achtergrondzangeres mee op een aantal nummers van de Duitse zanger Otto von Wernherr. Deze nummers zijn later op plaat uitgebracht onder de titel "Madonna - The Early Years". In februari 1982 liet ze aan Barbone en haar zakenpartner Bill Lomuscio weten dat ze hun diensten niet meer nodig had. Het contract tussen Madonna en Barbone werd beëindigd.
Intussen was Madonna met Stephen Bray bezig met het schrijven van dancenummers. Ze was nu verhuisd naar een klein appartement in de Lower East Side. Mark Kamins was dj in de Dancetaria Club in New York. Madonna was een vaste bezoeker van deze club en ze had Kamins de tape laten horen die ze samen met Stephen Bray had opgenomen, waaronder het nummer Everybody. Dit nummer werd vervolgens veel gedraaid in de Dancetaria en het werd door de bezoekers zeer gewaardeerd. Kamins bracht Madonna in contact met Michael Rosenblatt van Sire Records die haar contracteerde voor een deal met twee nummers. Seymour Stein, de directeur van Sire Records, lag op dat moment in het ziekenhuis, waar Madonna hem bezocht en het nummer Ain't No Big Deal voor hem zong. Dit nummer verscheen in 1986 op de B-kant van de single Papa Don't Preach en werd in 1998 uitgebracht op het album In The Beginning.
Everybody werd in oktober 1982 als single uitgebracht en geproduceerd door Mark Kamins.
In deze periode deed Madonna auditie voor een rol in de tv-serie Fame, maar ze werd afgewezen.
Madonna ging toen veel optreden in New York en omgeving samen met een danseres (Erika Belle) en een danser (Madonna's jongere broer Christopher). De volgende single was Burning Up (maart 1983). In de Amerikaanse dancehitlijsten waren beide singles zeer succesvol en Madonna kon nu haar eerste lp opnemen.

#### Madonna
Mede dankzij MTV lukte het Madonna om snel een imago op te bouwen. In juli 1983 kwam haar debuutalbum Madonna uit, waarvan vijf van de acht nummers zelf door Madonna zijn geschreven. Het album werd een grote hit en stond zes maanden later op de 8e plaats in de Amerikaanse Billboard 200. De single Holiday werd uitgebracht in oktober 1983 en behaalde aanvankelijk de 16e plaats in de Amerikaanse Billboard Hot 100, maar werd later een wereldwijde hit. De eerste top 10-hit van dit album was Borderline dat in 1984 de 10e plaats bereikte in de Billboard Hot 100. Vervolgens haalde Lucky Star de 4e plaats in de Billboard Hot 100.

#### Like a virgin
In 1984 kwam Madonna met het album Like a Virgin, geproduceerd door Nile Rodgers, bekend van Chic. Het album werd zowel door fans als critici goed ontvangen, en trok de aandacht onder meer door de provocerende titel en hoes. Van dit album kwamen vier hits: Like a Virgin, Dress You Up, Material Girl, en Angel. Het nummer Like a Virgin was Madonna's eerste nummer 1-hit in de Amerikaanse Billboard Hot 100.
In 1985 maakte Madonna haar eerste uitstapje naar Hollywood. In de film Vision Quest speelde ze een clubzangeres. Deze film leverde haar nog twee hits op: Crazy For You en Gambler. Later dat jaar speelde ze een belangrijke rol in de film Desperately Seeking Susan. Voor deze rol ontving ze goede kritieken. Van deze film kwam het nummer Into The Groove, dat aan latere uitgaven van het album Like a Virgin als extra nummer werd toegevoegd.
Op 13 juli 1985 verscheen Madonna op het Philadelphia-podium tijdens Live Aid. Die week ervoor verschenen in verscheidene media naaktfoto's van Madonna vanuit de tijd dat ze als bijverdienste poseerde voor kunstacademie-studenten in New York. Bette Midler kondigde Madonna aan op Live Aid als "de vrouw die zichzelf omhoog heeft getrokken aan haar behabandjes, en er ook bekend om staat dat ze ze af en toe laat zakken." Madonna vertolkte drie nummers: Holiday, Into The Groove en Love Makes The World Go Round.
Op 16 augustus 1985, haar 27e verjaardag, trouwde Madonna met acteur Sean Penn. Met hem speelde ze in 1986 in de film Shanghai Surprise, een grote flop. Het echtpaar kreeg al snel een negatieve reputatie door hun houding tegenover de media, vooral vanwege Penns agressie tegen paparazzi.
In de herfst van 1985 begon Madonna aan haar eerste tournee, The Virgin Tour, alleen in de Verenigde Staten. In september 1985 publiceerde het tijdschrift Playboy vier naaktfoto's van Madonna die Martin H.M. Schreiber in 1979 maakte.

#### True blue
Na een rustige periode van enkele maanden kwam Madonna verrassend terug met een nieuw album en een nieuwe look: kort blond haar, en ook alle lingerie en armbandjes leken te zijn verdwenen. Dit nieuwe imago presenteerde ze voor het eerst in de videoclip van het nummer Papa Don't Preach, vooruitlopend op de verschijning van haar derde album, True Blue. Dit album verscheen in juni 1986 en is opgedragen aan the coolest guy in the universe: echtgenoot Sean Penn. Op dit album staan de hits Open Your Heart, True Blue, de ballade Live to Tell (uit de film At Close Range waarin Sean Penn een rol heeft), La Isla Bonita en Papa Don't Preach. Net zoals bij haar eerste twee albums heeft Madonna aan de tekst van alle nummers meegeschreven en het album zelf mee geproduceerd.
Terwijl de singles van True Blue stuk voor stuk de hitlijsten domineerden, vond Madonna ook nog de tijd om een film op te nemen: Who's That Girl. De film was weinig succesvol, maar leverde Madonna in de zomer van 1987 wel weer enkele wereldhits op: Who's That Girl, Causing a Commotion en The Look of Love. Deze singles zijn afkomstig van het soundtrack-album Who's That Girl - Original Motion Picture Soundtrack. Naast de drie genoemde singles is ook het Madonna-nummer Can't Stop te vinden op het album, alsmede tracks van onder anderen Scritti Politti en Club Nouveau.

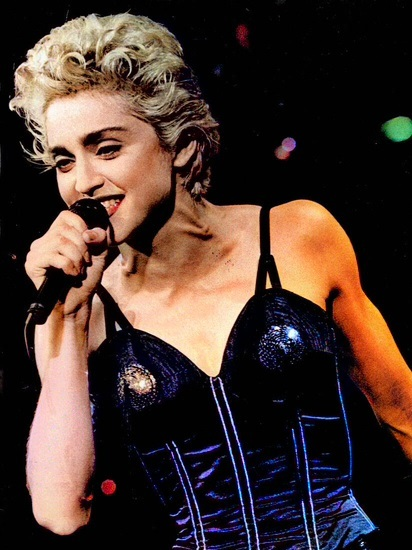
Madonna tijdens een in concert in 1987

In 1987 begon Madonna aan haar eerste wereldtournee: de Who's That Girl World Tour 1987. Op deze tournee werd ze voor het eerst begeleid door achtergrondzangeressen en -danseressen Donna DeLory en Niki Harris (laatstgenoemde zong later ook mee op liedjes van Snap!). Ook gaf Madonna in augustus 1987 twee concerten in De Kuip in Rotterdam. Haar concert in Turijn (Italië) werd op 4 september 1987 live uitgezonden op tv en trok wereldwijd miljoenen kijkers.

#### You can dance
Ook kwam ze dit jaar met het album You Can Dance. Hierop staan remixen van bekende singles, maar ook albumtracks, doorlopend aan elkaar gemixt. Er stond ook een nieuwe track op: Spotlight. Dit nummer werd op het laatste moment geschrapt voor het album True Blue, en werd in Japan alsnog als single uitgebracht. Het album verkocht minder goed dan Madonna's vorige albums. Toen ook de film Who's That Girl flopte, was dat voor sommige critici aanleiding te roepen dat de carrière van Madonna over het hoogtepunt heen was.
In 1988 nam Madonna een korte pauze, waarin ze onder andere in een toneelstuk op Broadway speelde (Speed The Plow) en kleine rollen vervulde in de films Bloodhounds of Broadway en Shadows & Fog (van Woody Allen).

#### Like a prayer
In 1989 veranderde Madonna opnieuw haar uiterlijk en imago. Dit keer geen geblondeerd haar, maar haar eigen kleur: donker. Ze bracht in maart het album Like a Prayer uit. De videoclip van de titelsong veroorzaakte grote ophef. In de videoclip is te zien hoe Madonna toevallig getuige is van een verkrachting en moord waarvoor een andere voorbijganger ten onrechte wordt beschuldigd en gearresteerd. Madonna bezoekt hierop een kerk, waar een beeld van de heilige Martinus van Porres tot leven komt en haar hartstochtelijk kust. Hierop wijst Madonna de echte dader aan, waarna de ten onrechte beschuldigde man (die voorgesteld wordt door het standbeeld van Martinus van Porres), wordt vrijgelaten. Het Vaticaan sprak van een godslasterlijke video vanwege de vermenging van erotiek en katholieke symbolen. Pepsi Cola zegde een miljoenencontract met Madonna op. Ondanks (of dankzij) deze controverse werd de single wereldwijd een nummer 1-hit. Het nummer was in 2002 opnieuw een grote hit in de versie van Mad'House, en daarna nog in de mix gegaan bij Sensation Anthem 2004 door dj Paul Elstak en Neophyte. In maart 2010 werd Like a Prayer opnieuw uitgebracht door Meck ft. Dino naar aanleiding van de Sticky & Sweet Tour-versie (2008-2009).
Het album Like a Prayer, dat opgedragen is aan haar moeder 'die mij leerde bidden', leverde Madonna nog enkele grote hits op, waaronder Express Yourself (met op dat moment de duurste videoclip ooit), Cherish, Dear Jessie (opgedragen aan de dochter van producer Pat Leonard), Oh Father (over de band met haar vader) en Keep It Together (over haar band met haar familie). Promise to Try vertelt over het verlies van haar moeder op jonge leeftijd. Ook staat er een duet met Prince op:  Love Song, alsmede het nummer Till Death Do Us Part dat over haar mislukte huwelijk met acteur Sean Penn verhaalt. Op 4 januari 1989 scheidde ze van hem. Het album sluit af met Act of Contrition (oefening van berouw), dat ze opzegt terwijl de muziek van het nummer Like a Prayer achteruit gedraaid wordt.

### Jaren 90

#### I'm breathless
Madonna speelde in 1990 naast Warren Beatty de rol van Breathless Mahoney in de film Dick Tracy en kreeg hier goede kritieken voor. Verder had ze een hit met Vogue, afkomstig van het album I'm Breathless (verwijzing naar haar rol in de film) die 'muziek uit en geïnspireerd door' de film Dick Tracy bevat. Van dit album kwam ook het nummer Hanky Panky, dat een bescheiden hit werd. Vogue was in eerste instantie niet bedoeld om als single uitgebracht te worden. Madonna schreef het nummer samen met Shep Pettibone speciaal voor de B-kant van de (indertijd nog vinyl) single Keep It Together. Toen ze het nummer liet horen aan de platenbazen van Warner Music was iedereen het erover eens: dit nummer was te goed voor een B-kantje. Er werd besloten om het als single uit te brengen en het nummer werd toegevoegd aan Madonna's studioalbum I'm Breathless. Mede dankzij de iconische clip groeit Vogue uit tot een van Madonna's grootste hits. Bovendien markeerde Vogue het begin van een samenwerking met producer Shep Pettibone (met wie ze later het album Erotica maakte).

#### Blond ambition tour
Eveneens in 1990 begon Madonna haar tweede wereldtournee, de Blond Ambition Tour. Een perfect geregisseerde, strakke show. Op 24 juli 1990 trad ze, bijna drie jaar na haar Who's That Girl World Tour, op in De Kuip in Rotterdam. De show werd gekenmerkt door veel gevloek en seksuele handelingen. Zo 'klaagde' ze bijvoorbeeld in Rotterdam dat het nog steeds te licht was buiten waardoor haar lichtshow niet goed te zien was. In Toronto dreigde Madonna gearresteerd te worden als ze haar show niet aanpaste. Sommige bezoekers van haar show schenen na afloop geklaagd te hebben vanwege obsceen gedrag van Madonna op het podium. Hiermee werd de beruchte uitvoering van de oosterse versie van het nummer Like a Virgin bedoeld. Madonna betastte gedurende het nummer haar (bedekte) borsten, greep in haar kruis en aan het eind van het nummer simuleerde ze een orgasme door hevig tekeer te gaan op het bed terwijl ze door twee achtergronddansers betast werd. Madonna weigerde echter om het nummer aan te passen of te verwijderen uit haar show en voerde het nummer gewoon op. De politie arresteerde haar niet; zodra het concert afgelopen was, was Madonna al op weg naar het vliegveld om naar de volgende stad te vliegen voor een optreden de volgende dag.
De show werd als controversieel beschouwd omdat er gebruik werd gemaakt van rooms-katholieke symbolen zoals het kruis en priester- en nonnenhabijten, terwijl de show ook een hoog gehalte aan seksualiteit en gevloek bevat. Dit was reden voor paus Johannes Paulus II om de bevolking van Italië op te roepen de concerten in Rome te boycotten. Madonna moest inderdaad een van haar shows in Rome afgelasten en was woest dat iemand zo kon oordelen zonder de show meegemaakt te hebben. Zij nodigde de paus daarom uit een van haar shows in Rome bij te wonen. Zoals verwacht sloeg hij dit aanbod af. Haar volgende album werd schijnbaar aan hem opgedragen. Sindsdien zijn de relaties tussen Madonna en het Vaticaan niet verbeterd.

#### The immaculate collection
Aan het eind van 1990 kwam Madonna met haar eerste "Greatest Hits"-album, The Immaculate Collection (de onbevlekte collectie), een album dat ze opdroeg aan the Pope (wat ook de bijnaam voor haar broer Christopher is). De nummers op het album zijn allemaal geremixt door Shep Pettibone. Op het album staan tevens twee nieuwe tracks, die beide grote hits werden (Rescue Me en Justify My Love, een samenwerking met Lenny Kravitz). De videoclip van het laatste lied werd door MTV geboycot, vanwege het expliciete karakter. Madonna bracht daarom de videocassette los uit, de eerste video-single ooit. Van de videoclip werden 400.000 exemplaren verkocht. In de clip is ook toenmalige vriend Tony Ward te zien die ze ooit als verjaardagscadeau kreeg. Hij was voornamelijk bekend als naaktmodel voor homobladen en -films.

#### Blond ambition
In 1991 speelde Madonna de hoofdrol in een documentaire over haar leven tijdens de Blond Ambition Tour in 1990, getiteld Truth or Dare. In Europa kreeg de film de titel In bed with Madonna. In de documentaire komt Madonna naar voren als een ambitieuze, sexy en veeleisende vrouw, maar ook zachte trekken van haar karakter komen naar voren. Zo is te zien dat ze het graf van haar moeder bezoekt. Madonna bezocht het filmfestival van Cannes om haar documentaire de nodige publiciteit te geven. De film werd wereldwijd een succes, en staat nog steeds in de top 5 van highest grossing documentaries of all time met een opbrengst van 29 miljoen dollar.
Een jaar later speelde Madonna in de film A League of Their Own, over een vrouwenhonkbalteam. Critici waren enthousiast over Madonna's acteerprestatie. Uit deze film kwam de single This Used to Be My Playground, die in de Verenigde Staten Madonna's tiende nummer 1-hit werd, maar vreemd genoeg niet op de soundtrack van de film staat. Volgens bronnen zou dit komen door Warner om de verkoop van de single niet in de weg te staan; de soundtrack werd uitgegeven door Sony.

#### Erotica
In 1992 bracht Madonna het album Erotica uit op haar eigen nieuwe platenlabel Maverick, waarbij onder anderen ook Alanis Morissette en Deftones een contract tekenden. Op Erotica staan de singles Erotica, Deeper and Deeper, Fever (een cover van Peggy Lee), Bye Bye Baby, Bad Girl en Rain. Op het album, geproduceerd door Shep Pettibone, gaat Madonna een beetje de technokant op. Voor de hoes van het album wilde ze helemaal naakt op de foto, maar platenmaatschappij Warner Music ging daar niet mee akkoord. Daarom werd een detail gekozen van een van de foto's uit het boek Sex, dat ze kort na het verschijnen van het album uitbracht en waarin ze haar erotische fantasieën in beeld en onder woorden bracht. Het publiek leek tijdelijk genoeg te hebben van Madonna's erotiek, want het album verkocht (naar Madonna-maatstaven) teleurstellend. Het boek Sex maakte veel tongen los. Het is, met zijn metalen platen, tegenwoordig een veel gezocht en moeilijk te vinden verzamelobject. Het boek zou in eerste instantie de titel X krijgen. Toen Madonna echter vernam dat er rond dezelfde periode een film zou verschijnen over het leven van Malcolm X met dezelfde titel, besloot ze het boek een andere titel te geven.

#### Girlie showenBedtime stories
In 1993 begon Madonna aan haar nieuwe tournee, getiteld The Girlie Show, een concert met veel circusachtige elementen en zelfs een topless paaldanseres die de show opent. Ook bevatte de show seksueel getinte elementen als orgieën en sm. Madonna deed ditmaal buiten Londen en Parijs geen Europese steden aan. Ze richtte zich ditmaal wel voor het eerst op Australië en Zuid-Amerika, Israël en Turkije.
In 1994 viel Madonna haar critici aan in het nummer Human Nature. Hierin zegt ze niet te weten dat ze niet over seks mocht praten en haar mening mocht geven. Haar woorden aan het einde van de videoclip van Human Nature spreken wat dat betreft boekdelen: Absolutely No Regrets. Human Nature staat op het in 1994 uitgebrachte album Bedtime Stories, dat ook andere hits bevat zoals Secret, Take A Bow (met op de achtergrond zanger/producer Babyface, dit nummer stond zeven weken op nummer 1 in de Amerikaanse Billboard-hitlijst) en het mede door Björk geschreven Bedtime Story, dat door Nellee Hooper werd geproduceerd.
In 1995 bracht Madonna een verzamel-cd uit, getiteld Something to Remember (tevens de titel van een van de tracks, afkomstig van het I'm Breathless-album uit 1990). Hierop staan Madonna's favoriete ballads en drie nieuwe nummers: You'll See (dat ze later ook in het Spaans inzong: Veras), One More Chance en I Want You (een cover van Marvin Gaye, opgenomen samen met Massive Attack).

#### EvitaenRay of light
In 1996 speelde ze in de film Evita over Eva Perón, de vrouw van de Argentijnse dictator Juan Perón waaruit de hit Don't Cry for Me Argentina komt. Ook afkomstig uit deze film is de single You must love me, dat een Oscar kreeg voor de beste filmsong. Als derde single werd Another Suitcase In Another Hall uitgebracht. Madonna zelf kreeg een Golden Globe voor beste actrice. De film en de soundtrack werden een enorm groot succes.
De film deed tijdens de opnames al heel wat stof opwaaien. Het feit dat Madonna de hoofdrol vervulde, haalde de woede van veel Evita-haters op de hals. Toen de film eenmaal uit was, verbaasde ze menigeen door haar opmerkelijk goede stemgeluid en acteerprestaties. Madonna gaf zelf ook aan flink aan haar stem gewerkt te hebben.
Tijdens de opnamen voor Evita kwam Madonna erachter dat ze zwanger is. In oktober 1996 beviel Madonna van haar eerste kind, dochter Lourdes Maria Ciccone Leon, van haar toenmalige vriend en fitnesstrainer, Carlos Leon. Madonna bracht 1997 grotendeels buiten de publiciteit door.
In maart 1998 verscheen het album Ray of Light, waarvan Frozen de eerste single een wereldhit werd. Met deze cd sloeg Madonna een nieuwe weg in qua sound, maar ook tekstueel. Producer William Orbit was verantwoordelijk voor de elektronische sound van het album en samen met onder meer Patrick Leonard schreef Madonna haar meest spirituele teksten tot dan toe, onder meer geïnspireerd door de Joodse leer kabbala. Critici roemden de sound en de stem van Madonna, die na de zanglessen voor de film Evita opvallend veel sterker was geworden. Ook afkomstig van dit album zijn de hits Ray of Light, Drowned World/Substitute for Love, The Power of Good-bye en Nothing Really Matters.
In 1999 zong ze de soundtrack voor de Austin Powers-film Austin Powers: The Spy Who Shagged Me. Dit levert haar een van haar grootste hits van de jaren 90 op: Beautiful Stranger.

### Jaren 2000

#### Music

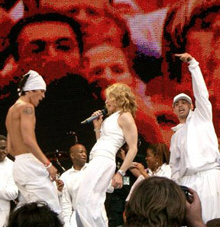
Madonna op Live 8 in 2005

In 2000 speelde Madonna een hoofdrol in de film The Next Best Thing naast Rupert Everett. Voor deze film nam ze ook twee nummers op; Time Stood Still en American Pie, een cover van de klassieker van Don McLean.
In augustus werd Madonna voor de tweede keer moeder; na een moeilijke bevalling kwam zoontje Rocco Ritchie in Los Angeles ter wereld. De vader was regisseur Guy Ritchie.
In september 2000 verscheen ook haar album Music, dat technische nieuwe elektronicamuziek liet horen, geproduceerd door Mirwais en William Orbit. Naast de titeltrack, Music, verscheen ook Don't Tell Me en What It Feels Like for a Girl op single. Als extraatje werd in Europa ook de eerdere hit American Pie aan het album toegevoegd, een beslissing van haar platenmaatschappij waarmee Madonna achteraf gezien niet blij was.
In december van datzelfde jaar werd Rocco in Schotland gedoopt en trouwden Madonna en Guy Ritchie een dag later op Skibo Castle in Dornoch. Ritchie maakte voor de remix van de single What It Feels Like for a Girl een controversiële videoclip waarin Madonna met een oma zeer snel over de weg reed en uiteindelijk tegen een elektriciteitspaal knalde. Ook maakten zij samen voor BMW de commercial Star waarin ze een verwende, krengerige ster speelde (een parodie op zichzelf).
In 2001 besloot Madonna voor het eerst in acht jaar weer te gaan toeren. Haar Drowned World Tour startte op 9 juni in Barcelona. Ze speelde veel nummers van de succes-albums Ray of Light en Music. Wederom deed ze met deze tournee Nederland niet aan. Wel speelde ze voor de eerste keer zelf gitaar en verbaasde ze haar fans door sommige ruige passages.

#### Greatest Hits Volume 2
Aan het eind van 2001 bracht Madonna haar tweede verzamel-cd uit, getiteld GHV2 (Greatest Hits Volume 2). In tegenstelling tot haar eerste verzamelaar The Immaculate Collection, bevatte GHV2 geen nieuwe nummers.
2002 was een relatief rustig jaar voor Madonna. Ze vertolkte de hoofdrol in het stuk Up for Grabs, dat in het Wyndhams Theater in Londen speelde, met gemengde recensies. Een groot deel van het jaar was ze bezig met een nieuw album. Ze speelde nog wel een kleine rol in de nieuwste James Bond, waarvan ze ook de titelsong Die Another Day zong. Geholpen door de bijbehorende videoclip boordevol special effects werd het nummer een grote hit in de herfst van het jaar.

#### American life
In 2003 bracht Madonna het album American Life uit. Dit was een van haar persoonlijkste albums ooit, zo zong ze in Mother And Father over het verlies van haar moeder, en Intervention werd opgedragen aan haar zoon Rocco. Het algemene thema van het album was dat materialistische zaken de mens niet gelukkig maken. De eerste single werd American Life, maar Madonna besloot de video op het laatste moment terug te trekken. In de video waren oorlogsbeelden te zien en de clip bevatte openlijk kritiek op president Bush. Omdat op dat moment de oorlog in Irak uitbrak, vond Madonna de clip ongepast. Andere stemmen beweren dat haar motivatie om de clip terug te trekken commercieel was, gezien de patriottische sfeer in Amerika op dat moment liep ze immers het risico geboycot te worden. Andere singles van dit album waren Hollywood, Nothing Fails en Love Profusion (dat ook werd gebruikt als ondersteunende muziek en video voor een parfum van Estée Lauder). Hoewel het album American Life binnenkwam op nummer 1 in de Amerikaanse albumlijsten, viel de verkoop uiteindelijk tegen.
Tijdens de MTV Awards in september 2003 veroorzaakten Madonna, Christina Aguilera en Britney Spears wereldwijde opschudding door elkaar een tongzoen te geven tijdens de vertolking van een medley van Like A Virgin en Hollywood. Deze "samenwerking" scheen goed te bevallen, want voor Britneys album In The Zone namen ze een duet op dat ook op single verscheen: Me Against The Music.

#### Re-InventionenLive 8

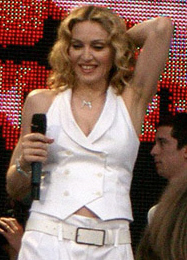
Madonna tijdens Live 8 in 2005

In 2004 vond de Re-Invention Tour plaats. Tijdens deze tournee trad Madonna voornamelijk op in Amerika, maar ze deed na 14 jaar ook Nederland weer aan. In Europa trad ze op in Arnhem (op 8 en 9 september in het GelreDome), Ierland, Lissabon, Londen en Parijs. De oorlog in Irak, vrede, de elektrische stoel, een skateboarder, een doedelzakspeler, John Lennons Imagine, Madonna die over het publiek heen komt. Het waren allemaal elementen uit deze wereldtournee. In tegenstelling tot haar vorige show - de Drowned World Tour - zong ze tijdens de Re-Invention Tour talloze hits. Van elk album dat ze heeft uitgebracht, zong ze minimaal één nummer. Voor het eerst sinds de Who's That Girl World Tour uit 1987 ging achtergrondzangeres Niki Harris niet mee. Zij was net bevallen van een kind en wilde bovendien wat meer aandacht aan haar eigen carrière besteden. Als vervangster werd Siedah Garrett gevraagd, een zangeres die vooral bekend was van haar duet in 1987 met Michael Jackson, I Just Can't Stop Loving You. Zij verzorgde ook al achtergrondvocalen op Madonna's derde album True Blue uit 1986.
Het concert begon met een videovertoning van The Beast Within (een remix van het nummer Justify My Love uit 1990) waarop Madonna verzen uit de Openbaring prevelde, begeleid door beelden uit X-static Process, een video- en foto-impressie, geschoten door topfotograaf Steven Klein voor zijn tentoonstelling. Dat de toen 46-jarige Madonna nog wel een aantal jaren mee zou gaan, bleek wel toen ze na het openen van de videoschermen uit het podium opkwam: Strike A Pose; een handstand kostte haar weinig moeite toen ze inzette met het nummer Vogue. Het publiek reageerde uitzinnig. De documentaire die Madonna maakte met Jonas Akerlund over haar leven tijdens de Re-Invention Tour werd, vergezeld van een live-cd, uitgebracht op dvd onder de titel I'm Going to Tell You a Secret.
Op 2 juli 2005 trad Madonna op in het Londense Hyde Park tijdens het grootste popconcert aller tijden, Live 8, voor een 200.000-koppig publiek en nog eens 3 miljard tv-, internet- en gsm-kijkers. Ze zong haar hits Like a Prayer, Ray of Light en een lange versie van Music. Na het concert maakte ze bekend dat haar nieuwe album Confessions on a Dance Floor zou gaan heten.

#### Confessions on a dance floor
Het album bleek een terugkeer te zijn naar haar muzikale roots: dance. Het schijfje werd in november 2005 uitgebracht en bevatte de hit Hung Up, een catchy en dansbaar nummer rondom een sample van het ABBA-nummer Gimme! Gimme! Gimme! (A Man After Midnight). Met Hung Up behaalde ze in Nederland haar derde nummer 1 en tevens dertigste top 10-hit. Dit succes werd voortgezet met het uitbrengen van de singles Sorry (nummer 2 in Nederland), Get Together en Jump. Op 16 augustus 2005, haar 47e verjaardag, brak Madonna een sleutelbeen, een hand en drie ribben bij een val van haar paard op haar landgoed in Wiltshire (Engeland). Een maand later ging ze weer aan het werk. Met een flinke dosis pijnstillers nam ze de videoclip voor Hung Up op.
Op 18 november 2005 werd Madonna in België veroordeeld voor plagiaat. De eerste vier maten van haar nummer Frozen (1998) kwamen overeen met het nummer Ma vie fout le camp (1993) van de Belgische componist Salvatore Acquaviva uit Moeskroen. Het gevolg van deze veroordeling was dat in België cd's en dvd's waarop Frozen te horen is uit de schappen moesten worden gehaald en het nummer daar niet meer mocht worden gedraaid op radio en televisie.
Begin 2006 zette Madonna twee nieuwe wereldrecords op haar naam. Ze was de eerste artiest die met een album, Confessions on a Dance Floor, in 40 landen de nummer één positie bereikte. Hung Up deed hetzelfde in de singleparades van maar liefst 41 landen.

#### Confessions tour

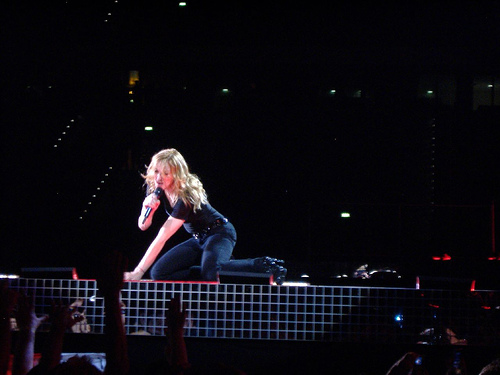
Madonna tijdens de Confessions Tour in 2006

In mei 2006 begon Madonna aan een nieuwe wereldtournee, de Confessions Tour. De tournee startte op 21 mei in Los Angeles. De show werd geprezen door critici. Het optreden was echter ook controversieel: zo bereed Madonna haar dansers als paarden en bootste ze een kruisiging na. Na verschillende stops in de VS en Canada, zou ze eind juli in Europa arriveren. Ook Nederland werd aangedaan. Op 3 en 4 september 2006 werd de show in de Amsterdam ArenA opgevoerd. Voor aanvang van de concerten liepen tegenstanders van het concert (met name de organisatie Schreeuw om Leven) rond de ingangen terwijl pamfletten werden uitgedeeld met de tekst "Madonna, Jesus loves you". Tijdens het concert zelf - en met name tijdens de controversiële uitvoering van het lied Live to tell - liepen de gelovige actievoerders rond de ArenA in een symbolische verwijzing naar de val van het Bijbelse Jericho (Jozua 6).
Verder speelde ze in Engeland, Wales, Duitsland, Italië, Denemarken, Frankrijk, Tsjechië en Rusland en Japan. Op 3 november verscheen de vierde single van het album Confessions on a Dance Floor: Jump. Op de B-kant stond het niet eerder verschenen nummer History.
Op 22 november 2006 zond de Amerikaanse televisiezender NBC een van de concerten van Madonna's Confessions Tour uit. Onder druk van christelijke organisaties zond de zender de 'kruisigingsscène' tijdens Live to Tell niet uit. In plaats daarvan werden tijdens het lied andere beelden vertoond. In Nederland werd eind 2006 wel de volledige kruisigingsact uitgezonden. Vlak voor het concert in Amsterdam deed een priester tevergeefs een valse bommelding om het concert (en dus de kruisigingsscène) te voorkomen. In januari 2007 verscheen de concertregistratie op dvd en behaalde de 2e plaats in de album top 100.

#### Adoptie aidswees
Madonna zorgde in 2006 ook voor veel commotie door het Malawische jongetje David van 13 maanden oud te adopteren. Madonna kreeg het jongetje in het vizier, toen ze Malawi bezocht in het kader van een project waar ze aan meewerkt. De zangeres doneerde veel geld om twee weeshuizen te bouwen voor weeskinderen van ouders die gestorven zijn aan aids. David was ook zo'n weeskind, dat twee weken na de geboorte in een weeshuis belandde. Zijn moeder was aan aids overleden, zijn vader leefde nog wel. David was bij de eerste ontmoeting met Madonna erg ziek; hij leed aan malaria en scheurbuik. Davids vader had zijn goedkeuring aan de adoptie gegeven. Toch was niet iedereen blij met de adoptie. Madonna zou de adoptieregels aan haar laars gelapt hebben. De zangeres ontkende dit in een interview met Oprah Winfrey en verklaarde dat de adoptie van David volkomen legaal was. Begin 2008 werd de adoptie legaal verklaard door een rechter in Malawi en mocht David definitief bij haar blijven.
In 2009 besloot Madonna nog een kind uit Malawi te adopteren. De 4-jarige Chifundo James woonde net als David in een weeshuis. Pas twee jaar later mocht Madonna het meisje in haar armen sluiten. De zangeres had haar dochter daarna Mercy James genoemd.
Ondanks al haar break-ups had Madonna het hoederecht over alle vier haar kinderen. Ze wilde hen in Amerika als gezin opvoeden. Maar zoon Rocco weigerde na een verblijf bij zijn vader in Londen naar haar terug te keren, waarop een proces dreigde. Vlak voor dat proces zou beginnen, werd er een regeling getroffen. De jongen mocht bij zijn vader blijven, maar zou regelmatig zijn moeder bezoeken.

#### Kledinglijn,Live Earthen regiedebuut
2007 begon relatief rustig voor Madonna. De dvd van The Confessions Tour: Live from London verscheen eind januari. Er circuleerden geruchten over de opnames van een nieuw album met onder anderen Stuart Price, Timbaland en Pharrell Williams, maar er werd niets officieel bevestigd. Price vertelde wel aan nieuwszender E! dat Madonna's nieuwe album een compleet nieuwe sound zou hebben. In de lente verscheen onder grote media-aandacht de kledingcollectie op de markt die Madonna mede had ontworpen voor H&M. In 2006 verscheen ze al in reclames voor deze winkelketen.
Op 16 mei 2007 verscheen een nieuw Madonna-nummer Hey You. Het nummer had Madonna speciaal geschreven voor Live Earth, het benefietconcert om mensen ervan bewust te maken dat de opwarming van de aarde met de huidige manier van leven erg snel gaat. Producer van het nummer was Pharrell Williams. Het nummer was gratis te downloaden en zou geen single worden. In tegenstelling tot de dansmuziek van haar laatste cd, Confessions On A Dance Floor, was Hey You een ballade. Madonna zong het nummer op 7 juli in Wembley Arena tijdens Live Earth. Als afsluiter in Londen zong ze daar ook Hung Up, Ray of Light en La Isla Bonita. Tijdens dat laatste nummer werd ze versterkt door twee leden van de Romano-zigeunerband Gogol Bordello, dit optreden haalde al snel de top 10 van meest bekeken filmpjes op YouTube.
Gogol Bordello was ook te zien in Madonna's regiedebuut Filth & Wisdom, waar ze in de zomer van 2007 aan werkte. De film ging op 13 februari 2008 in première op het Berlijnse Filmfestival. Madonna was hier zelf bij aanwezig en gaf ook een persconferentie over haar regiedebuut. Verder maakte Madonna een documentaire over het leven van de bevolking in Malawi, onder de titel I am because we are. Tijdens haar persconferentie op de première van Filth & Wisdom zei Madonna dat deze documentaire wellicht in première zou gaan tijdens het filmfestival van Cannes.
Ook had Madonna succes als schrijfster. Er verschenen vier nieuwe kinderboeken in de reeks De Engelse rozen.

#### Hard Candy
De meeste tijd in 2007 bracht Madonna in de opnamestudio door, waar ze werkte aan haar nieuwe album Hard Candy. Lang voor de verschijning van het album lekten in de zomer van 2007 al twee nummers uit. Een stukje van een demo getiteld Candy Shop lekte uit, maar Madonna's woordvoerster wilde niets kwijt over het nummer, waardoor Madonna's fans zich afvroegen of het liedje wel echt was. Rond 22 augustus 2007 lekte een tweede lied uit, getiteld Beat Goes On, een samenwerking met Pharrell Williams. Op het album zou uiteindelijk een compleet andere versie van het nummer verschijnen, met onder andere een rap van Kanye West. Deze samenwerking was spontaan ontstaan toen zij elkaar in de studio tegenkwamen. Het album verscheen in Europa op 25 april 2008 en drie dagen later in Amerika en de rest van de wereld. Het album kreeg goede recensies en was grotendeels geproduceerd door Madonna samen met Timbaland, Justin Timberlake, Pharrell Williams en Danja. Madonna maakte een kleine clubtournee in New York, Parijs en in Maidstone (Kent) om het album te promoten. Opmerkelijk was dat haar begeleidingsband bijna geheel vernieuwd was ten opzichte van de twee tournees ervoor. Stuart Price, haar voormalige producer en muzikaal directeur van haar tournees sinds 2001, had ze aan de kant geschoven en ze had Kevin Atunes ingehuurd, die op de bijbehorende Sticky & Sweet Tour werd aangevuld met DJ Enferno. Stuart zou niet hebben willen meewerken omdat hij net vader was geworden (moeder van de baby was Madonna's voormalige assistente Angela die ook te zien is in de documentaire I'm Going to Tell You a Secret). Onder fans werd echter gespeculeerd dat Madonna Stuarts werk gewoon te oubollig vond.
De eerste single van het nieuwe album, getiteld 4 Minutes (to save the world), was een samenwerking met Justin Timberlake & Timbaland. Het nummer schoot de Mega Top 50, de Single top 100 en de Download Top 50 in Nederland binnen op nummer 1. In België werd het ook meteen nummer 1 en verder werd het wereldwijd een nieuwe nummer 1-hit. Behalve in Amerika, waar rapper Lil' Wayne het net iets beter deed. Zijn nummer werd enkel in Amerika een hit, dus Madonna had met 4 Minutes de grootste hit van 2008 geleverd. De video, van regisseurs Jonas & Francis, bereikte 60 miljoen kijkers online.
Voor de tweede single (Give It 2 Me) nam Madonna een video op met regisseur-fotograaf Tom Munro en haar vroegere tuinman en vriend des huizes Nathan Rissman. Ook Pharell Williams (van N.E.R.D. en The Neptunes) was in die video te zien. Het nummer werd een internationale hit, maar wel een kleinere dan 4 Minutes. In Nederland werd het echter dé zomerhit en een wekenlange nummer 1 in de Top 40. In België bereikte Madonna de eerste plaats in de digitale muziekwinkel iTunes, maar in de Ultratop bereikte het nummer op zijn maximale punt de 3e plaats. Als derde single bracht Madonna Miles Away uit, een rustiger, maar toch uptempo nummer met backing vocals van Justin Timberlake. De track was geproduceerd door Timbaland. De single met danceremixes werd wereldwijd gelanceerd in november 2008. De officiële videoclip van het nummer bestond uit een compilatie livebeelden van de Sticky & Sweet Tour. Hoewel Miles Away wel de top 10 in Nederland haalde, is de single wereldwijd geen grote hit geworden.

#### Sticky & Sweet World TourenCelebration
In het najaar van 2008 begon Madonna aan haar grootscheepse tournee, onder de titel Sticky & Sweet Tour. De tournee startte op 23 augustus in Cardiff, Wales en deed op 2 september de Amsterdam ArenA aan. De show was alweer een spektakel, Madonna droeg pakjes van Givenchy en boots van Stella McCartney. Ook in deze show zaten een paar elementen die wereldnieuws waren. Madonna had vriendin Britney Spears gevraagd om een video op te nemen met Steven Klein, een gerespecteerd en bekend fotograaf/videoartiest. In de video was Spears te zien in een lift terwijl ze gek werd en de lift afbrak. De video werd vertoond tijdens Madonna's vertolking van Human Nature en was confronterend te noemen. De video werd een instant hit op YouTube, die al 24 uur na de opening van de tournee 300.000 kijkers haalde. Twee weken later maakte Spears ook haar comeback op de MTV VMA Awards.
Maar Madonna toonde ook nog een andere video tijdens het concert, waarin ze John McCain vergeleek met Hitler. Op het einde van de video, ook gefilmd door Klein, prees Madonna de Amerikaanse presidentskandidaat Barack Obama aan. Dit veroorzaakte een rel in Amerika en leverde de tournee nog meer uitverkochte zalen op. Verder voerde Madonna opnieuw haar wereldhit Vogue op, die helemaal heruitgevonden was met stukjes en beats uit haar laatste megahit 4 Minutes, het werd meteen een favoriet bij de fans. Madonna was te zien in een oldschool auto, touwtje springend in een oldschool outfit van Givenchy en Moshino en bouwde met haar gypsy vrienden een feestje op het podium. Ze 'hypte' "nerdy" brillen en tot slot 'bereed' ze Justin Timberlake, die digitaal mee op tournee was.
Na de afloop van het Europese gedeelte van de tournee startte Madonna in Amerika. Tijdens haar concerten in New York schold ze de Amerikaanse vicepresidentskandidate Sarah Palin uit. Ze noemde haar een trut en een "fucker" die niet welkom is op haar show (van Madonna was bekend dat ze een Democraten-aanhanger was en het niet had op George Bush en kandidaat-president McCain). In diezelfde speech vermeldde Madonna ook nog eens dat iedereen moest opstaan en dansen omdat "dit geen stomme Barbra Streisand-show is".
De Sticky & Sweet Tour eindigde in São Paulo (Brazilië) en had daarmee diverse records gebroken (die al in handen waren van Madonna), waaronder:
- Totaal aantal toeschouwers: 2.350.282 fans
- Ticketverkoop: in ticketssales

Tijdens de tournee, op 15 oktober 2008, werd officieel bekend dat Madonna, na een huwelijk van bijna acht jaar, zou gaan scheiden van haar tweede echtgenoot Guy Ritchie. De definitieve scheiding werd op 21 november voltrokken. Er werd geen enkel optreden geschrapt en ze refereerde er ook geen enkele keer aan tijdens een show.
Op 27 januari 2009 werd bekend dat de Sticky & Sweet Tour een vervolg zou gaan krijgen. Onder de naam Sticky & Sweet Tour II zou in de zomer van 2009 Europa opnieuw worden aangedaan. Alleen Londen en Parijs kregen de show nogmaals te zien, de overige steden waren allemaal nieuw. Voor het eerst in haar loopbaan zou ze optreden in België, op 11 juli 2009 op het festivalterrein van Werchter. Haar tournee veranderde op zich weinig: ze veranderde drie nummers op haar setlist en enkele video's en kostuums waren aangepast (zoals het nummer Candy Shop dat ze met een volledig nieuw outfit en achtergrondvideo opvoerde).
Op 23 juli 2009 werd bekend dat Madonna's derde verzamelalbum Celebration zou gaan heten en dat hierop twee nieuwe nummers zouden komen te staan. De single Celebration zou op 3 augustus vanaf 14.00 uur op de Nederlandse radiozenders gedraaid worden; op 4 augustus zou de downloadsingle uitkomen. De clip voor dit nummer was opgenomen in Milaan en Barcelona en fans konden zich aanmelden om mee te werken aan de video. Verder waren de dansers van de Sticky & Sweet Tour en zelfs haar dochter Lourdes was te zien. Op 30 juli lekte het nummer uit en verspreidde het zich wereldwijd. Dezelfde dag werd de single veelvuldig gedraaid op de Nederlandse radio. Madonna's platenmaatschappij Warner Music had daarop de downloadsingle al op 31 juli uitgebracht en officieel toestemming gegeven het nummer te draaien op de radio. De verschijningsdatum voor de cd-single was 11 september 2009. Op 18 september kwam het album uit, zowel in de vorm van een enkel als dubbelalbum. Dit was een week eerder dan gepland.
Op 9 november 2010 maakte Madonna bij Ellen DeGeneres bekend dat ze na haar film opnieuw de studio in zou gaan.

### Jaren 2010

#### MDNA& Interscope Records
Donderdag 15 december 2011 werd bekend dat Madonna een contract voor drie albums had gesloten met Interscope Records. Haar eerste album bij dit label en tevens haar eerste album sinds vier jaar zou worden uitgebracht in maart 2012. De eerste single zou gaan heten 'Give me all your luvin' en werd uitgebracht eind januari, net voor Madonna's geplande optreden bij de Super Bowl. Op de single zouden Nicki Minaj en M.I.A. te horen zijn. De videoclip voor de single werd opgenomen midden december in New York samen met Nicki Minaj en M.I.A. door Megaforce.
Madonna maakte op 10 februari 2012 op de radio bekend dat de tweede single van het album "Girl Gone Wild" zou worden.
Met de aankondiging van haar nieuwe album verbrak ze enkele records. Haar nieuwe album stond in 50 landen op nummer 1 in iTunes nog voordat het verschenen was.
Op 11 januari 2012 maakte Madonna via haar Facebookpagina bekend dat haar twaalfde studioalbum MDNA ging heten. Ook ging de zangeres weer toeren, in juli 2012 deed zij Nederland aan met haar MDNA Tour en gaf ze twee concerten in de Ziggo Dome. Vanwege de grote belangstelling werd er een tweede concert ingepland. Op 20 februari 2012 liet Perez Hilton weten dat de 15-jarige Lourdes mee op tournee ging. Ook haar zoon ging mee op tournee als danser. Op 12 juli 2012 kwam Madonna naar het Koning Boudewijnstadion te Brussel. Dit was het tweede concert ooit van Madonna in België. De derde wereldwijde single van het album MDNA was Turn Up The Radio. In Nederland zijn tevens 'Love Spent' en 'Masterpiece' als radiosingles uitgebracht. Ze werden beide geen hits. De videoclip voor Turn Up The Radio werd opgenomen in Italië en kwam uit op 16 juli 2012. MDNA bracht ook twee promo-singles voort. Masterpiece werd op 2 april 2012 als promo-single in het Verenigd Koninkrijk naar de radiozenders verstuurd en "Superstar" kwam uit op 3 december 2012 als gratis cd bij de Braziliaanse krant Folha de S. Paulo.

#### Rebel Heart
In maart 2015 bracht Madonna het album Rebel Heart uit. Het album ontving positieve internationale beoordelingen en werd wereldwijd goed verkocht. Op 9 september 2015 lanceerde Madonna haar Rebel Heart Tour in Montreal. Wereldwijd vonden 82 concerten plaats. Ze deed ook Nederland aan met twee concerten in de Ziggo Dome.

#### 2016-2020
In december 2016 werd Madonna uitgeroepen tot "Vrouw van het jaar" bij de "Billboard Women in Music" Awards en ze gaf een zeer gewaardeerde speech waarin ze inging op thema's als seksisme en feminisme.
Als onderdeel van de "Women's March on Washington" op 21 januari 2017, na de inauguratie van Donald Trump, hield ze een toespraak tegen seksisme en tegen de nieuwe Amerikaanse regering.
In februari 2017 adopteerde Madonna de vierjarige tweeling Esther en Stella uit Malawi. In de zomer van 2017 verhuisde ze naar Lissabon. Het live-album Rebel Heart Tour werd uitgebracht in september 2017.
De MDNA-huidverzorgingsproducten die Madonna in februari 2014 had geïntroduceerd in Japan waren vanaf september 2017 ook verkrijgbaar in winkels in de Verenigde Staten.
Op 7 mei 2018 op het Met Gala in New York introduceerde Madonna haar nieuwste nummer Beautiful Game. Op 18 mei 2019 trad Madonna tijdens de 64e finale van het Eurovisiesongfestival 2019 op in het Tel Aviv Convention Center in Israël. Madonna zong hier haar nummers Like a Prayer uit 1989 en Future van haar nieuwe album. Dit werd echter slecht ontvangen: ze klonk vals. Tijdens het tweede nummer maakte Madonna gebruik van autotune, waardoor haar zang minder onzuiver was dan bij Like a Prayer. Haar gage (€ 1 miljoen) werd gefinancierd door zakenman Sylvan Adams. Tijdens de intervalact toonden twee van haar dansers een Israëlische en een Palestijnse vlag. De EBU gaf na de show aan dat deze actie vooraf niet besproken was met de EBU en organiserende omroep KAN en dan ook niet tijdens de repetities was uitgevoerd. Ook hier gaf de EBU aan de actie af te keuren, vanwege de politiek neutrale aard van het festival.

#### Madame X
Op 14 juni 2019 werd haar 14e studioalbum Madame X uitgebracht. Het debuteerde op nummer 1 in de Billboard 200. In mei 2020 bracht Madonna de vierde single van het album I Don't Search I Find uit. De single werd haar 50ste nummer-een-hit in de Billboard Dance Club Charts, wat zorgde dat Madonna de eerste en enige artiest ooit is om dat aantal nummer een hits te behalen in wat voor toplijst van Billboard ooit.

#### Madame X Tour
In september 2019 ging Madonna opnieuw op tournee. Voor deze tournee deed ze voor het eerst in haar carrière alleen optredens in theaters. De tournee ging van gang in september 2019 en eindigde in maart 2020. De laatste twee shows van de tournee werden geannuleerd vanwege de COVID-19-maatregelen. De tour haalde $ 36.385.935 op.

### Jaren 2020

#### Finally Enough Love: 50 Number Ones
In 2022 bracht Madonna twee remixcollecties uit om te vieren dat ze de enige artiest ooit is die 50 nummer-een-hits op een enkele hitlijst van Billboard heeft behaald. Een editie met de 16 beste tracks van die 50, genaamd Finally Enough Love!), en een editie met alle 50 nummer-een-hits, met de naam Finally Enough Love: 50 Number Ones. In de tracklist van de editie met 50 hits ontbreken wel een paar nummer-een-hits zoals Lucky Star, Causing a Commotion en Angel, zodat er plek was voor nummers van haar eerste remixalbum You Can Dance. De remastering werd gedaan door Mike Dean.

#### The Celebration Tour
In 2023 ging Madonna voor het eerst sinds 2016 op wereldtournee. Wat aanvankelijk een tournee van 35 shows zou worden, werd er een van bijna tachtig, dankzij de goede kaartverkoop. De tournee deed onder meer België aan, met een optreden in het Sportpaleis op 21 oktober. In Nederland deed ze op 1 en 2 december de Ziggo Dome aan en beide concerten waren uitverkocht. De tournee zou aanvankelijk in juli van start gaan in Canada, maar twee weken voor de eerste geplande show belandde Madonna op de intensive care door een bacteriële infectie. Ze gaf haar eerste optreden op 14 oktober in The O2 in Londen en het Amerikaanse gedeelte van de tournee werd verplaatst naar begin 2024.

## Activisme en liefdadigheid
Madonna gebruikt haar populariteit om aandacht te vestigen op de problemen in de wereld, wederom gebruikmakend van controverse en choquerende beelden.
Bij de uitvoering van 'Live To Tell' tijdens haar Confessions Tour in 2005, waar zij quasi-hangend aan een glitterkruis compleet met doornenkroon zingt terwijl beelden van aidskinderen en Bijbelteksten op de achtergrond te zien zijn. Religieuze organisaties over de hele wereld hebben geprotesteerd en noemden het godslastering, volgens de artieste zelf was het een oproep om het wereldwijde probleem aids onder de aandacht te brengen.
In 2006 richtte Madonna samen met Michael Berg de liefdadigheidsinstelling Raising Malawi op. Deze non-profitorganisatie helpt bij de extreme armoede en ontberingen die een miljoen weeskinderen in Malawi hebben te verduren, voornamelijk door middel van gezondheids- en onderwijsprogramma's.
Voor Live Earth, een organisatie tegen de opwarming van de Aarde, nam ze in 2007 de gratis te downloaden single Hey You op en voorzag de clip van schokkende beelden van natuurrampen, honger, aids e.d. en wisselde deze af met positieve beelden van spelende kinderen en bloeiende natuur. Het lied en de clip werden de themasong voor de Live Earth-concerten over de hele wereld.
In 2008 deelt Madonna tijdens haar Sticky & Sweet Tour opnieuw een steek uit naar president Bush door hem in een videomontage in hetzelfde rijtje af te beelden met dictators onder wie Hitler, terwijl Obama wordt vergeleken met de dalai lama Tenzin Gyatso.

## Madonna in cultuur en commercie
- Madonna is in 2008 opgenomen in de Rock and Roll Hall of Fame.
- Ze kreeg de rol van Meryl Streep aangeboden in Music of the Heart, Michelle Pfeiffers rol in The Fabulous Baker Boys en Sharon Stones rol in Casino, maar sloeg ze allemaal af; alle genoemde films werden genomineerd voor een Oscar voor deze rollen.
- Tijdens het programma Celebrity Deathmatch van MTV "vocht" Madonna tegen (en versloeg) Michael Jackson in een "koninklijk gevecht" als de "King and Queen of Pop".
- Ze heeft meerdere kinderboeken geschreven: De Engelse rozen (een reeks, waarvan er inmiddels 9 boeken zijn), De appels van Mr. Peabody, De avonturen van Abdi, Jacob en de Zeven Dieven en Lotsa de Casha.
- Madonna heeft kleding voor meisjes ontworpen, getiteld English Roses, naar de titel van haar eerste kinderboek. Dochter Lourdes draagt hier ook kleding van.
- Ze heeft ook een collectie voor het bekende modewarenhuis H&M ontworpen.
- Haar nummer Ray of Light van het gelijknamige album is door Microsoft gebruikt tijdens hun Windows XP-reclamecampagne.
- Madonna's hit Beat Goes On werd gebruikt in reclame voor Apples lancering van de iPod Nano (nieuwe generatie).
- Voor Apple heeft ze de iMac videoverbinding getest.
- Het nummer She's Madonna van Robbie Williams is gebaseerd op een gesprek dat de zanger had met de man van Madonna, Guy Ritchie. In dit gesprek vertelde Ritchie dat hij zijn toenmalige vriendin voor Madonna gedumpt had met de woorden: "I love you baby, but face it, she's Madonna!".
- Haar nummer Miles Away is de intro van een Japanse soap.

## Tournees
1985 – The Virgin Tour (alleen VS).
- Voorprogramma: The Beastie Boys.
- Tournee opent in Seattle op 9 april 1985 en eindigt in New York op 11 juni 1985.
- Nummers: Dress You Up, Holiday, Into the Groove, Everybody, Angel, Gambler, Borderline, Lucky Star, Crazy for You, Over and Over, Burning Up, Like a Virgin-Billie Jean, Material Girl.
- Homevideo (VHS/betamax/laserdisc): Virgin Tour Live in Detroit.

1987 – Who's That Girl World Tour
- Tournee opent in Osaka (Japan) op 6 juni 1987 en eindigt op 6 september 1987 in Florence (Italië).
- Op 25 en 26 augustus 1987 geeft Madonna twee concerten in de Rotterdamse Kuip.
- Nummers: Open your heart, Lucky Star, True Blue, Papa Don't Preach, White Heat, Causing a Commotion, The Look of Love, de medley Dress You Up/Material Girl/Like A Virgin met delen uit I Can't Help Myself (Sugar Pie Honey Bunch), Where's the Party, Live to Tell, Into the Groove, La Isla Bonita, Who's that Girl, Holiday.
- Dvd: Madonna - Ciao Italia.

1990 – Blond Ambition Tour
- Voorprogramma: Technotronic
- Tournee opent in Makuhari (Japan) op 13 april 1990 en eindigt op 5 augustus 1990 in het Franse Nice.
- Op 24 juli staat Madonna in een niet geheel uitverkochte Kuip in Rotterdam.
- Nummers: Express Yourself, Open Your Heart, Causing a Commotion, Where's The Party, Like A Virgin, Like A Prayer, Live To Tell, Oh Father, Papa Don't Preach, Sooner or Later, Hanky Panky, Now I'm Following You, Material Girl, Cherish, Into the Groove, Vogue, Holiday, Family Affair-Keep it Together.
- De Blond Ambition Tour levert $65.700.000 aan kaartverkoop op.
- Dvd: Er is geen officiële dvd met het gehele optreden uitgebracht, er zijn wel enkele bootlegs in omloop. De documentaire In bed with Madonna / Truth Or Dare volgt Madonna tijdens de tournee en bevat ook beelden van de show.

1993 – The Girlie Show
- Voorprogramma: UNV (in Amerika), Yonca Evcimik and Kenan Dogulu (in Istanboel) en Peter André (in Australië).
- Tournee opent in Londen op 25 september 1993 en eindigt op 19 december 1993 in Tokio (Japan).
- Madonna doet Nederland niet aan.
- Nummers: Erotica, Fever, Vogue, Rain-Just My Imagination, Express Yourself, Deeper and Deeper, Why's It So Hard, In This Life, The Beast Within, Like A Virgin, Bye Bye Baby, I'm Going Bananas, La Isla Bonita, Holiday, Justify My Love, Everybody Is A Star-Everybody.
- The Girlie Show levert $70.300.000 aan kaartverkoop op.
- Dvd: Madonna - The Girlie Show: Live Down Under.
- Madonna krijgt zware kritiek van het Portoricaanse Huis van Afgevaardigden te verduren omdat ze op het podium tijdens The Girlie Show de Portoricaanse vlag tussen haar benen heeft gewreven.

2001 – Drowned World Tour
- Tournee opent in Barcelona (Spanje) op 9 juni 2001 en eindigt op 15 september in Los Angeles (VS).
- Madonna doet Nederland niet aan.
- Nummers: Drowned World/Substitute for Love, Impressive Instant, Candy Perfume Girl, Beautiful Stranger, Ray of Light, Paradise (Not For Me), Frozen, Open Your Heart "Swell" (Chord Intro), Nobody's Perfect, Mer Girl-Sky Fits Heaven-Mer Girl (Part II), What It Feels Like For A Girl (Interlude), I Deserve It, Don't Tell Me, Human Nature, The Funny Song (ook bekend als Oh Dear Daddy), Secret, Gone (in sommige Amerikaanse steden You'll See), Don't Cry for Me Argentina (Interlude), Lo Que Siente La Mujer (Spaanse versie van What It Feels Like For A Girl), La Isla Bonita, Holiday, Music.
- De Drowned World Tour heeft in totaal 731 606 kaarten verkocht. Totale opbrengst $76.792.245.
- Dvd: Madonna - Drowned World Tour 2001 - Live in Detroit.

2004 – Re-Invention Tour
- Tournee opent in Los Angeles (VS) op 24 mei 2004 en eindigt op 14 september in Lissabon (Portugal).
- Madonna stond op 8 en 9 september 2004 voor 73.300 fans in GelreDome in Arnhem. Opbrengst $6.759.661.
- Nummers: The Beast Within, Vogue, Nobody Knows Me, Frozen, American Life, Express Yourself, Burning Up, Material Girl, Hollywood, Hanky Panky, Deeper and Deeper, Die Another Day, Lament, Bedtime Story, Nothing Fails, Don't Tell Me, Like A Prayer, Mother and Father, Imagine, Into the Groove, Papa Don't Preach, Crazy For You, Music, Holiday.
- Dvd: De tourneedocumentaire I'm Going to Tell You a Secret verscheen in juni 2006 op dvd en bevat ook beelden van de liveshow. Het is onzeker of er ooit nog een dvd zal verschijnen met het gehele concert.
- De Re-Invention Tour is de meest lucratieve tournee van 2004 ($125 miljoen aan verkochte kaartjes).
- Volgens geruchten, die Madonna overigens heeft ontkend, zou de Re-Invention Tour aanvankelijk The Whore of Babylon Tour (de hoer van Babylon, een verwijzing naar het Bijbelboek Openbaringen) gaan heten.

2006 – Confessions Tour

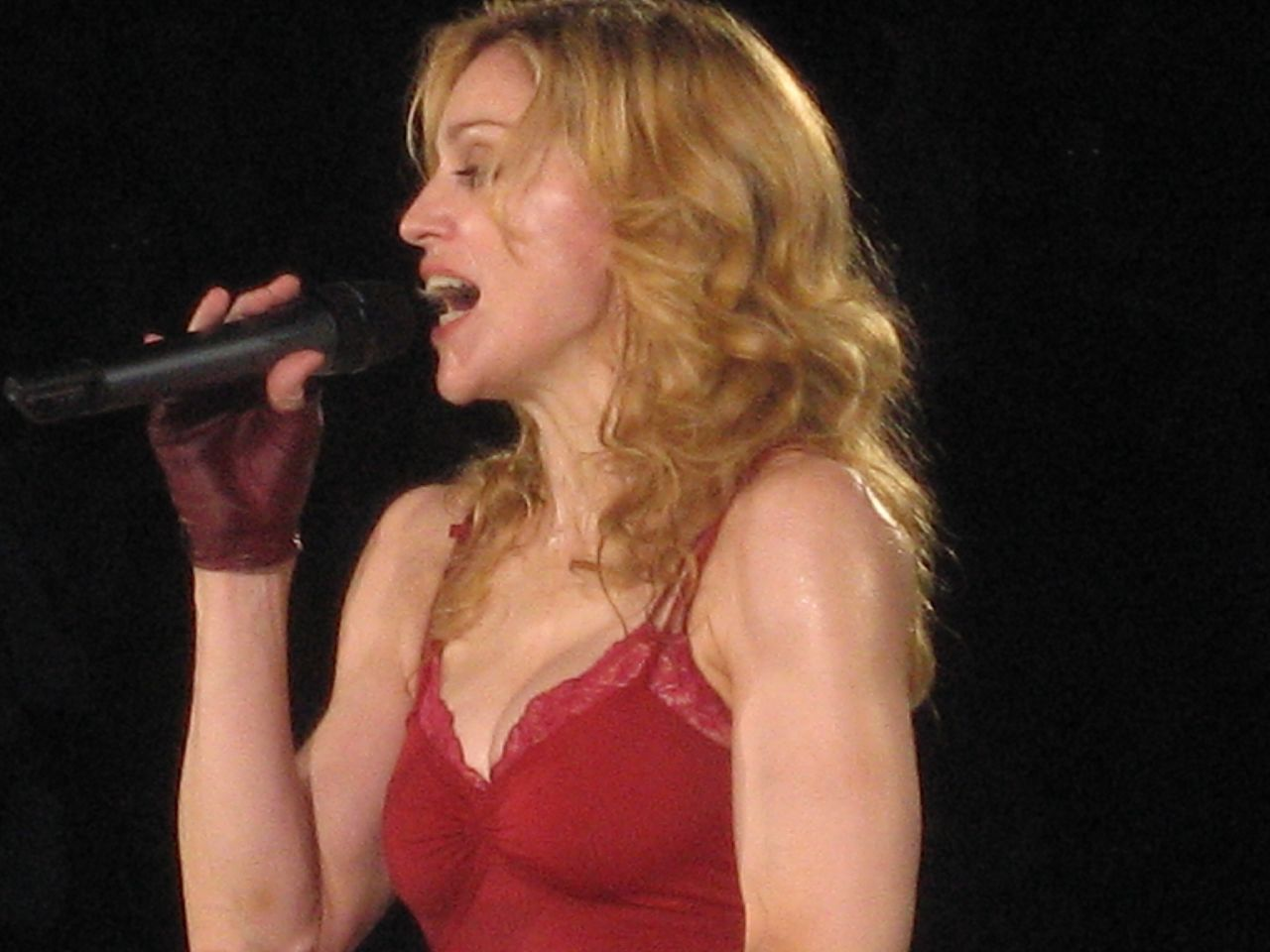
Madonna in Wembley tijdens de Confessions Tour in 2006

- Tournee opent op 21 mei in Los Angeles (VS) en eindigt op 21 september in Tokio (Japan).
- Voorprogramma in een aantal Europese stadionconcerten: Paul Oakenfold.
- Madonna stond op 3 en 4 september 2006 voor 102.330 fans in de Amsterdam ArenA. Opbrengst $11.783.254.
- Nummers: Future Lovers/I Feel Love, Get Together, Like a Virgin, Jump, Live to Tell, Forbidden Love, Isaac, Sorry, Like It Or Not, Sorry (Interlude), I Love New York, Ray of Light, Let It Will Be, Drowned World/Substitute for Love, Paradise (Not For Me), Music, Erotica/You Thrill Me, La Isla Bonita, Lucky Star, Hung Up.
- Volgens geruchten waren andere namen voor de tournee: Dance and Sing World Tour en Superpop World Tour (vernoemd naar het nummer Superpop, een onuitgebracht nummer uit 2005).
- De Confessions Tour is de meest lucratieve tournee van een vrouwelijke artiest aller tijden ($195 miljoen aan verkochte kaartjes).
- Voor de Confessions Tour zijn in totaal 1.209.618 kaarten verkocht.
- Dvd: The Confessions Tour: Live from London. Deze dvd wordt vergezeld van een cd en werd in Nederland uitgebracht op 26 januari 2007. Tevens is de dvd zonder cd verkrijgbaar. De dvd was al goud geworden voordat hij uitkwam, voor 35.000 verkochte exemplaren in Nederland.

2008-2009 – Sticky & Sweet Tour
- Tournee opende op 23 augustus 2008 in Cardiff (Wales) en eindigde op 2 september 2009 in Tel Aviv (Israël).
- Sticky & Sweet was een volledige stadiontournee, en maakte plaats voor oldschool- en meer rock-elementen ten koste van haar kenmerkende performance-art.
- Voorprogramma in een aantal Europese stadionconcerten: Robyn.
- Overige voorprogramma's: Benny Benassi (Rome), Paul Oakenfold, Bob Sinclar (Parijs) en Hamutsun Serve.
- Madonna stond op 2 september 2008 voor 50.588 fans in de Amsterdam ArenA. Opbrengst $6,717,734.
- Setlist 2008: The Sweet Machine (intro video), Candy Shop, Beat Goes On (met Kanye West), Human Nature (met Britney Spears), Vogue (gemixt met 4 Minutes en Give It To Me), Die Another Day (video interlude), Into The Groove, Heartbeat, Borderline, She's Not Me, Music (Fedde Le Grand remix), Rain/Here comes the rain again (video interlude), Devil Wouldn't Recognize You, Spanish Lesson, Miles Away, La Isla Bonita, You Must Love Me, Get Stupid (video interlude), 4 Minutes, Like A Prayer (gemixt met Feels Like Home (origineel van Meck)), Ray of Light, publieksverzoeknummer (in Amsterdam Express Yourself), Hung Up, Give It 2 Me (met Pharrel Williams).
- Setlist 2009: The Sweet Machine (intro video), Candy Shop, Beat Goes On (met Kanye West), Human Nature (met Britney Spears), Vogue (gemixt met 4 Minutes en Give It To Me), Die Another Day (video interlude), Into the Groove, Holiday (inclusief hommage aan Michael Jackson), Dress You Up, She's Not Me, Music (Fedde le Grand remix), Rain/Here Comes The Rain Again (video interlude), Devil Wouldn't Recognize You, Spanish Lesson, Miles Away, La Isla Bonita/Lela Pala Tute, Doli Doli (interlude), You Must Love Me, Get Stupid (video interlude), 4 Minutes (met Justin Timberlake en Timbaland), Like A Prayer (gemixt met Feels Like Home), Frozen (dance mix), Ray of Light, Give It 2 Me (met Pharrel Williams).
- De Sticky & Sweet Tour is de meest lucratieve tournee van een soloartiest aller tijden ($408 miljoen aan verkochte kaartjes).
- De Sticky & Sweet Tour heeft in totaal 2.350.282 kaarten verkocht.
- De Sticky & Sweet Tour kreeg in 2009 een vervolg met 28 concerten waarbij het nodige mis ging. Zo stortte het podium in Marseille in tijdens de opbouw waarbij twee doden vielen.Tevens werd zij in Bulgarije uitgejoeld nadat zij het opnam voor de zigeuners gezien de gypsy-sectie in haar show (La isla bonita, Doli Doli, You must love me, Don't cry for me Argentina (het laatste nummer is alleen in Argentinië ten gehore gebracht en staat op de dvd die in maart 2010 is uitgebracht)).
- Madonna heeft voor het eerst in haar carrière een concert gegeven in België. Tevens heeft zij daar de mix van Frozen ten gehore gebracht zonder verdere juridische gevolgen. Frozen was in België verboden door de rechter, nadat er plagiaat was geconstateerd en het nummer niet meer in België in openbare ruimtes gedraaid mocht worden alsmede op radio en tv. Het hof van beroep oordeelde later dat er toch geen sprake is van plagiaat.
- De tournee bestond uit 85 shows: 42 in Europa, 30 in Noord-Amerika, 11 in Zuid-Amerika en 2 in Azië. Ze is hierbij de enige artiest ooit die met amper 85 shows voor 2,4 miljoen mensen heeft gestaan.

2012 - MDNA Tour
- Setlist: Act of Contrition (Intro), Girl Gone Wild, Revolver, Gang Bang, Papa Don't Preach, Hung Up, I Don't Give A, Best Friend (interlude), Express Yourself, Turn Up The Radio, Give Me All Your Luvin, Open Your Heart, Masterpiece, Justify My Love (interlude), Vogue, Candy Shop/Erotica, Human Nature, Like a Virgin, Nobodys Knows Me (interlude), I'm Addicted, I'm A Sinner, Like a Prayer, Celebration

2015-2016 - Rebel Heart Tour
- Tournee ter promotie van haar album Rebel Heart.
- Setlist: Video Introductie (bevat elementen van Iconic), Iconic, Bitch I'm Madonna, Burning Up, Holy Water / Vogue, Devil Pray, Messiah (Video Interlude), Body Shop, True Blue, Deeper and Deeper, HeartBreakCity, Love Don't Live Here Anymore, Like a Virgin (bevat elementen van Heartbeat en Justify My Love), S.E.X. (Video Interlude, bevat elementen van Justify My Love), Living for Love, La Isla Bonita, Dress You Up, Into the Groove / Everybody / Lucky Star / Dress You Up (medley), Who's That Girl, Rebel Heart, Illuminati (Video Interlude), Music (bevat elementen van Give It 2 Me en Get Stupid), Candy Shop, Material Girl, La Vie en Rose, Unapologetic Bitch, Holiday

2023-2024 - Celebration Tour
Madonna gaf ter afsluiting van de tournee een groot concert op het strand van Copacabana in de Braziliaanse stad Rio de Janeiro. Volgens het stadsbestuur waren er 1,6 miljoen mensen aanwezig. Dat zou het een van de best bezochte concerten ooit maken.

## Filmografie
- Vision Quest (1985)
- A Certain Sacrifice (1985)
- Desperately Seeking Susan (1985)
- Shanghai Surprise (1986)
- Who's That Girl (1987)
- Bloodhounds of Broadway (1989)
- In Bed with Madonna (1990)
- Dick Tracy (1990)
- Shadows and Fog (1992)
- A League of Their Own (1992)
- Body of Evidence (1993)
- Dangerous Game (1993)
- Blue in the Face (1995)
- Four Rooms (1995)
- Evita (1996)
- Girl 6 (1996)
- The Next Best Thing (2000)
- Hire: The Star (2001)
- Swept Away (2002)
- Die Another Day (2002)
- I'm Going to Tell You a Secret (2005)
- Arthur en de Minimoys (Frans: Arthur et les Minimoys, Engels: Arthur and the Invisibles) (2006)
- W.E. (Regie) (2012)